# Mullukmulluk
Mullukmulluk är ett australiskt språk som talades av 10 personer år 2016 enligt Australiens folkräkning. Mullukmulluk talas i Nordterritoriet. Mullukmulluk tillhör dalyspråken. Språket anses vara utdöende..
Språket har ingen skriftlig standard.